# ミッキーの猟は楽し
『ミッキーの猟は楽し』（ミッキーのりょうはたのし、原題：The Pointer）は1939年に制作されたアニメーション短編映画作品。ミッキーマウスの短編映画シリーズの一作品である。ミッキーマウスレビューでも本作は紹介された。

## 公開データ
| 公開日 上映時間 | 1939年（昭和14年）                                   | 7月21日                                              | アメリカ合衆国                                       | 8分                                                  |
| サイズ          | カラー                                               | スタンダード                                         |                                                      |                                                      |
| 受賞歴          | 第12回アカデミー賞短編アニメーション映画賞ノミネート | 第12回アカデミー賞短編アニメーション映画賞ノミネート | 第12回アカデミー賞短編アニメーション映画賞ノミネート | 第12回アカデミー賞短編アニメーション映画賞ノミネート |

## その他
本作は、今まで白い肌で黒目だったミッキーが薄橙（肌色）の肌と白目の入った瞳に変更され、現行のキャラクターデザインになった作品として知られる。この変更は、翌年公開の長編『ファンタジア』のためにアニメーターのフレッド・ムーアが行ったとされる。なお、実際に変更したのは約5か月前にナビスコがスポンサーとなって製作された『ミニーのクッキーパーティー』からだが、作品の質や完全にディズニー自社の作品であることから、現在もこちらの方を紹介することが多い。

## ストーリー
ミッキーはウズラの狩猟の為にプルートを猟犬として訓練するが、巨大な熊との思わぬ出会いが彼らを待ち受けていた。辛くも逃げ切れたミッキーとプルートは食料である豆の缶詰の方向を指し示すのである。

## キャスト
| キャラクター   | 原語版               | 吹き替え版   |
| -------------- | -------------------- | ------------ |
| ミッキーマウス | ウォルト・ディズニー | 青柳隆志     |
| プルート       | リー・ミラー         | リー・ミラー |

## スタッフ
| 製作     | ウォルト・ディズニー |
| 作画監督 | フレッド・ムーア |
| 原画     | シェイマス・カルヘイン、リン・カープ、フランク・トーマス、オリー・ジョンストン、ジョン・ラウンズベリー、ウォード・キンボール |
| 監督     | クライド・ジェロニミ |
| 制作     | ウォルト・ディズニー・プロダクション                                                                                         |

## 映像ソフト化
- （日本語、英語）『ミッキーマウス／カラー・エピソード Vol．2 限定保存版』（DVD）ウォルト・ディズニー・ジャパン、東京都目黒区下目黒1丁目8番1号、2004年9月17日、該当時間: 331分。